# Lännaskogen
Lännaskogen este o arie protejată (arie specială de conservare — SAC, sit de importanță comunitară — SCI) din Suedia întinsă pe o suprafață de 94,2 ha, integral pe uscat.

## Localizare
Centrul sitului Lännaskogen este situat la coordonatele 59°12′01″N 18°06′21″E / 59.2002°N 18.1059°E.

## Înființare
Situl Lännaskogen a fost declarat sit de importanță comunitară în decembrie 1998 pentru a proteja 2 specii de plante. Situl a fost protejat și ca arie specială de conservare în martie 2011.

## Biodiversitate
Situată în ecoregiunea boreală, aria protejată conține 1 habitat natural: Taiga vestică.
La baza desemnării sitului se află mai multe specii protejate de  plante (2): Buxbaumia viridis, Herzogiella turfacea.